# Acanthopelma
Az Acanthopelma, egy nem a pókok (Araneae) rendjében, négytüdős pókok (Mygalomorphae) alrendjében és a madárpókfélék (Theraphosidae) családjában. Az Acanthopelminae alcsalád egyetlen neme, így a madárpókfélék családjának legkisebb fajszámmal bíró alcsaládja.
Az Acanthopelma rufescens Közép-Amerikában, míg az Acanthopelma beccarii Guyanában őshonos.
A nembe 2 faj tartozik.
- Acanthopelma beccarii Caporiacco, 1947 - Guyana
- Acanthopelma rufescens F. O. P.-Cambridge, 1897 - Közép-Amerika